# Brasserie La Choulette
La Brasserie La Choulette est une brasserie installée à Hordain, un village situé à proximité des villes de Bouchain, Denain et Valenciennes dans le département du Nord. Cette petite entreprise d'une dizaine de salariés est indépendante, artisanale et familiale. Elle brasse des bières à sa propre marque et à façon pour les collectivités locales, les associations et les particuliers. Les bières élaborées par la brasserie la Choulette sont distribuées principalement dans le Nord-Pas-de-Calais, sa région d'origine. La bière s'exporte également en Italie, au Danemark, en Angleterre, au Canada et aux États-Unis.
La brasserie La Choulette dispose également d'un musée où sont entreposés des machines et des outils appartenant à d'autres brasseries régionales. Le musée est installé dans l'ancienne cave de garde qui se trouve en dessous de l'actuelle boutique.

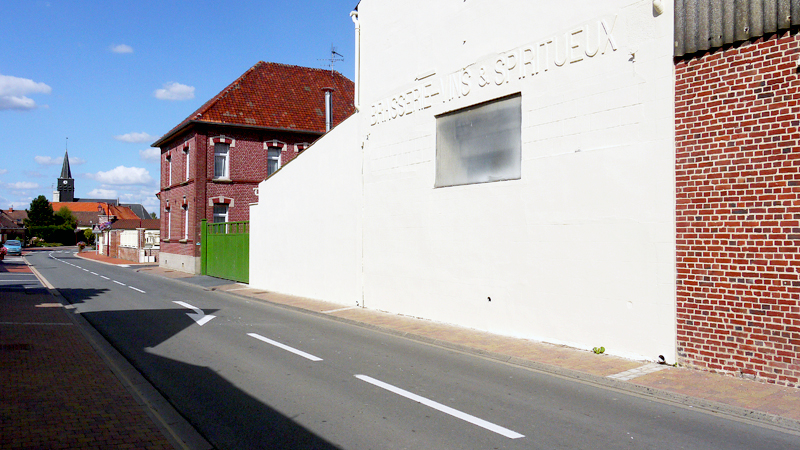
La brasserie artisanale La Choulette installée depuis 1885 dans le village d'Hordain près de Valenciennes

## Histoire

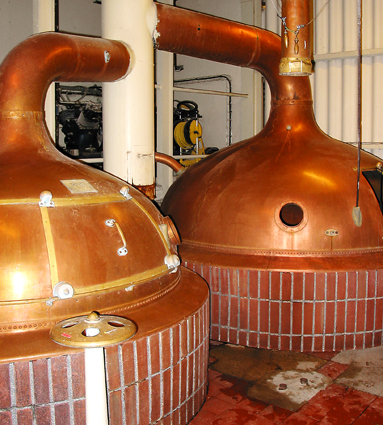
Chaudières à brasser de la brasserie La Choulette

La brasserie a été fondée en 1885 par Isly Dubois, un tonnelier. À l'époque, on recense trois autres fermes brasseries dans le village d'Hordain. Les bières élaborées par le brasseur sont de fermentation haute. Le brassage se pratique pendant la saison hivernale. Lors de la Première Guerre mondiale, la brasserie est en partie détruite par un bombardement. Après la guerre, Louis Lecerf (1878-1941) gendre du fondateur reconstruit la brasserie et la baptise Brasserie Lecerf-Dubois. Les deux chaudières de marque CICB (Compagnie Industrielle de Construction de Brasserie) datent de cette époque. En 1954, la brasserie est modernisée et change de propriétaire. Le nouveau repreneur fabrique désormais des bières à fermentation basse (capacité 10 000 hl/an). Il s'appelle Henri Bourgeois (1907-1972), il n'est autre que le gendre de Louis Lecerf. La Brasserie prend alors le nom de Brasserie Bourgeois-Lecerf. À la mort d'Henri Bourgeois en 1972, les successeurs ne souhaitent pas poursuivre l'activité. C'est Alphonse Dhaussy entrepositaire pour la Brasserie Baré de Valenciennes (fondée en 1925 et détruite en 1987) qui, en 1977, devient propriétaire de la brasserie Bourgeois-Lecerf. En 1986, la brasserie prend le nom de Brasserie artisanale La Choulette. Les nouveaux propriétaires se lancent alors dans la fabrication de bière à fermentation haute. Celle-ci est conditionnée dans des bouteilles de Champagne (75 cl).

## Bières
Les bières La Choulette empruntent leur nom au jeu de crosse. En effet, Choulette désigne la petite balle de bois que l'on frappe à l'aide d'une crosse. Très populaire au XIXe siècle, le jeu traditionnel se pratique encore dans le Hainaut. Charles Deulin (1863-1920) écrivain de la fin du XIXe siècle a écrit les Contes d'un buveur de bière dont l'une des nouvelles le Grand Choleur fait référence au jeu.
La Brasserie artisanale La Choulette brasse également des bières de saison : une Choulette de Noël et une Choulette de printemps

## Distinctions
- 2025 : Médaille d'or pour la Choulette blonde au Concours général agricole[2]
- 2025 : Médaille de bronze pour la Choulette ambrée et Choulette Blonde Triple au Concours général agricole[2]